# Новоорлеанська мафія
Новоорлеанська мафія є однією з найстаріших американських кримінальних організацій в дії. Вона осіла в Новому Орлеані та в південній частині Луїзіани, США. На сьогодні її статус є невідомим, адже від 1993 року «сім'я» перебуває в тіні. Й хоча за поголосом «сім'ю» дехто вже називає майже не дієвою, існує думка, що вона й досі лишається однією з найсильніших мафіозних сімей в Сполучених Штатах на сьогодні.

## Історія «Сім'ї» з Нового Орлеана

### «Сім'я» Матранґа
«Сім'я» Матранґа, заснована Карло (1857-28 жовтня 1943) та Антоніо «Тоні» Матранґами (пом. 1890 ?), була найпершою з відомих «сімей» американської мафії. «Сім'я» Матранґа працювала в Новому Орлеані від кінця ХІХ століття по початок Заборони 1920 року.
Народжені на Сицилії, Карло та Антоніо Матранґи були Арберешами-іммігрантами, які прибули до Сполучених Штатів зі своєю родиною та оселились в Новому Орлеані. У 1870-тих вони відкрили там шинок та бордель. Використовуючи свій бізнес як прикриття, брати Матранґа розпочинають налагоджувати прибуткову кримінальну діяльність, включно з вимаганнями та рекетом. Отримуючи данину з італійських робітників та докерів, так само як й з суперницької «Сім'ї» Провенцано (яка мала монополію на комерційне судноплавство з Південної Америки з поставками фруктів), вони кінець кінцем почали підминати під себе операції Провенцано з фруктовими вантажами, залякуючи «Сім'ю» Провенцано.
Хоча Провенцано віддавали Матранґам частину прибутку зі своєї монополії, наприкінці 1880-тих років ці дві сім'ї розпочинають війну через бакалійні лавки та виробничі підприємства, які належали Провенцано. Коли обидві сторони почали наймати велику кількість сицилійських мафіозі зі свого рідного міста Монреале, Сицилія, жорстокі війни банд починають привертати увагу поліції, особливо шефа Новоорлеанської поліції Девіда Геннессі, який розпочинає розслідування війн організацій. Після декількох місяців своїх розслідувань Геннессі 15 жовтня 1890 року був застрелений кількома невідомими на підході до його будинку. Все було зроблено в стилі вбивств мафією державних чиновників, які стають на її шляхові.
Вбивство Геннессі викликало сильний спротив міста й, хоча Карла та кількох членів «сім'ї» Матранґа було заарештовано, їх судили та виправдали в лютому 1891 року, включно з Карлом Матранґою та 14-річним членом «сім'ї», звільненим до суду, та ще з чотирма особами, яких було виправдано, а також трьома іншими, звільненими з-під варти судом присяжних. Таке рішення викликало великий протест зі сторони міщан, які були незадоволені недопрацюваннями в справі (особливо міщани сумнівалися в достовірності доказів та неупередженості журі присяжних), й наступного місяця, 14 березня 1891 року в ході штурму в'язниці, в якій перебувало 11 з 17 членів «сім'ї» Матранґа, які досі чекали на суд, їх було лінчовано (включно з Антоніо Баґнетто, Бастіано Інкардона, Антоніо Марчезе, П'єтро Монастеро та Мануелєм Політці. «Лінчування імені Геннессі» змусило американську мафію чимшвидше виробити суворе правило, яке полягало в тому, що поліцейських та інших співробітників правоохоронних органів зачіпати не можна.
Матранґа мусив тікати від лінчування міщанами й, після повернення до Нового Орлеана, він відновив свої позиції як голова Новоорлеанської «сім'ї», наприкінці століття витіснивши Провенцано з Нового Орлеана. Матранґа володів темною стороною Нового Орлеана до початку 1920-тих, коли віддав лідерську позицію Сільвестрові «Сему» Каролла.

### Срібний Долар Сем

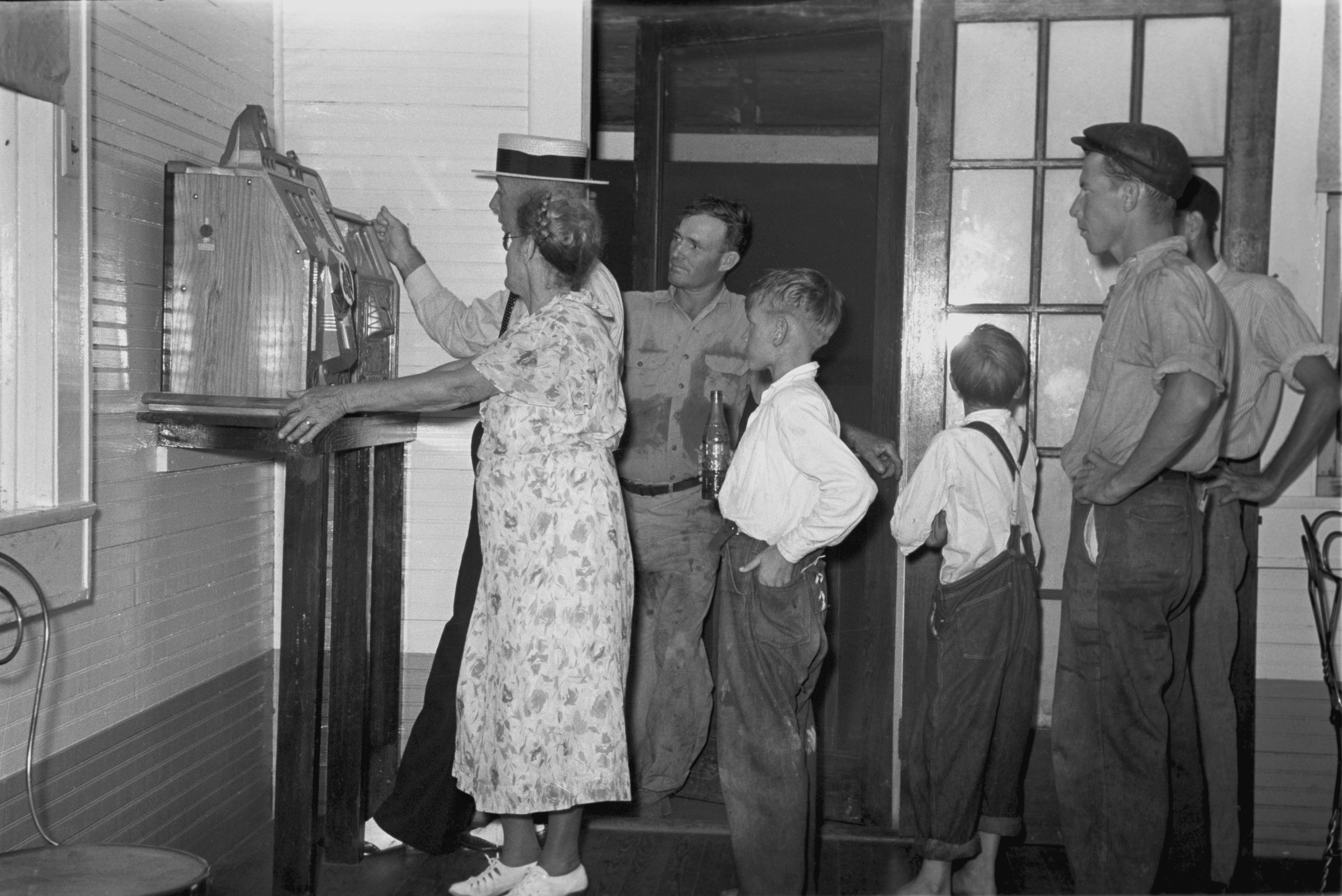
Слот-машини було встановлено в містах по всій Луїзіані, що створювало надійний потік прибутків для «сім'ї».

«Срібний Долар Сем» Каролла призвів Новоорлеанську «сім'ю» до трансформації банди Чорна Рука свого попередника Карла Матранґа до сучасної організованої злочинної групи.
Народжений на Сицилії, Каролла іммігрував до Сполучених Штатів з батьками 1904 року. 1918 року Каролла стає високопоставленим членом організації Матранґи, кінець кінцем замінюючи його 1922 року. Перебираючи контроль над незначними операціями Матранґа з нелегальних продажів, Каролла провадить війну проти конкуруючих бутлегерських банд, захоплюючи повний контроль по вбивству Вільяма Бейлі в грудні 1930 року.
Отримавши значний політичний вплив у Новому Орлеані, Каролла, як зазначають дослідники, починає використовувати свої зв'язки. Так, наприклад, як коли 1929 року Аль Капоне (за припущеннями) прибуває до міста з вимогою до Каролли підтримати Чиказький Синдикат (хоча швидше — підтримати боса чиказької мафії Джо Айєлло в алкогольному імпорті). Зустрівши Капоне на Новоорлеанській залізничній станції, Каролла в супроводі кількох офіцерів поліції роззброїв охоронців Капоне та поламав їм пальці, примушуючи Капоне повернутися до Чикаго.
1930 року Кароллу було заарештовано за замах на офіцера служби у боротьбі з наркобізнесом Сесіла Мура, який відбувся під час таємної закупівлі наркотиків. Не зважаючи на підтримку кількох новоорлеанських офіцерів поліції, які засвідчили, що Каролла був у Н'ю-Йоркові під час вбивства, його було засуджено на два роки.
Звільнившись 1934 року, Каролла укладає угоду з Н'ю-йоркськими мафіозі Френком Костелло та Філіпом «Денді Філом» Кастелом, так само як й з сенатором Луїзіани Х'юї Лонг, аби поставити слот-машини до Луїзіани. Все після того, як міський голова Н'ю-Йорка Фіорелло Ла Ґуардія починає атаку на організовану злочинність в своєму місті, Каролла спільно з лейтенантом Карлосом Марчелло працюють в незаконному ігровому бізнесі протягом кількох років.
Проблеми Каролли з законом досягнули того, що він мав бути депортований 1940 року після того, як по арештові 1938 року в справі за незаконним обігом наркотиків він відсидів два роки у Федеральному виправному закладі в Атланті. Депортацію Каролли було відкладено через вступ США в Другу світову війну й Каролла продовжує контролювати «сім'ю» ще протягом кількох років до того часу, коли репортер Дрю Пірсон розпочинає кампанію, підтриману конгресменом Джиммі Моррісоном. Ця кампанія мала на меті прийняття біллю стосовно надання Кароллі американського громадянства (що зробило б депортацію незаконною). Але Кароллу таки депортують 1947 року.
Незабаром після повернення до Сицилії Каролла налагоджує партнерство з вигнанцем Чарльзом Лучіано, утворюючи кримінальні підприємства в Мексиці. Після короткострокового повернення до Сполучених Штатів 1949 року, його депортують наступного року, в той час, як контроль над Новоорлеанською «сім'єю» обіймає Карлос Марчелло. Проживаючи в Палермо, Сицилія по 1970 рік, Каролла одного разу повертається до США. Згідно з інформацією Life Magazine, саме Марчелло просив його повернутися, адже потребував посередника в суперечках в середині Новоорлеанської мафії. Після того, як подальші спроби його депортації провалилися, Каролла помирає вільною людиною 1972 року.

### Карлос Марчелло
Народжений в сім'ї сицилійців у Тунісі, Карлос Марчелло (ім'я при народжені — Калоґеро Мінакоре) потрапив до Сполучених Штатів 1911 року й оселився разом з родиною у будинкові на покинутій плантації поблизу Метері, Луїзіана. Пізніше Марчелло починає займатися дрібними злочинами в Французькому кварталі, який був Новоорлеанською Маленькою Італією. Його було ув'язнено за те, що він очолював угрупування підліткових гангстерів, які займались збройними пограбуваннями в маленьких містечках поблизу Нового Орлеана. Ці обвинувачення пізніше було знято, але незабаром його було засуджено за напад та пограбування й ув'язнено на дев'ять років, з яких він відсидів п'ять.
1938 року Марчелло було заарештовано та звинувачено в продажі більш як 10,4 кг марихуани. Не зважаючи на попередні триваліший термін ув'язнення та штраф у $76,830, Марчелло отримує менше 10 місяців за ґратами. Після звільнення з в'язниці Марчелло починає співпрацю з Френком Костелло, головою Дженовезської «сім'ї» з Н'ю-Йорка.
Наприкінці 1947 року Марчелло отримує контроль над мережею азартних ігор по всій Луїзіані. Також він об'єднується з Мейєром Ланскі для того, аби взяти на себе та розподілити прибутки від декількох найважливіших ігрових казино на території Нового Орлеана. Згідно зі свідченнями колишніх членів Чиказького Синдикату, Марчелло також був призначений підрізати гроші з казино у Лас Веґасі в обмін на фізичний вплив в угодах з нерухомістю у Флориді. На цей час Марчелло вже було короновано на Хрещеного батька мафії Нового Орлеана «сімейними» капо та Комісією. Він обіймав цю посаду наступні 30 років.
24 березня 1959 року Марчелло постає перед Сенатським комітетом розслідувань діяльності організованої злочинності. Як головний радник комітету виступав Роберт Кеннеді; його брат, сенатор Джон Фіцджеральд Кеннеді, був членом комітету. У відповідь на запитання комітету Марчелло знову посилається на П'яту поправку до Конституції США, яка зазначає, що він має право не відповідати на жодні питання, які стосуються його самого, його діяльності або оточуючих.
Після того, як він став президентом, Джон Кеннеді призначає свого брата, Роберта Кеннеді, Генеральним прокурором США. Обидва брати досить тісно працюють разом над великою кількістю справ, включно зі справами щодо організованої злочинності. В березні 1961 року Генеральний прокурор робить певні кроки щодо депортації Марчелло до Ґватемали (країни, яку Марчелло фабриковано зазначив у документах як Батьківщину). 4 квітня Марчелло було заарештовано владою та насильно вивезено до Ґватемали, де його покинули в глухій місцевості. Марчело та один з його спільників дивом уникли вбивства двома південно-американцями, які підвозили їх до міста, звідки ті могли повернутися до Сполучених Штатів. Марчелло дивом вижив у цій пригоді й отримав досить серйозні та болючі травми під час втечі.
Незабаром Марчелло повернувся до Сполучених Штатів. За анонімними повідомленнями Марчелло зробив декілька погроз Джонові Кеннеді, одного разу висловивши традиційну сицилійську погрозу: «Тримай каміння з мого взуття.» Ці погрози широко обговорювались; дехто з тих, хто його знав, припускали, що Марчелло недостатньо знав італійську, аби вимовити таку погрозу. У вересні 1962 року він розповів приватному дослідникові Едвардові Бекеру, що собака продовжуватиме кусати, якщо ти відрізав їй хвоста (маючи на увазі Генерального прокурора Роберта Кеннеді). Тоді ж, як ти відтяв собаці голову (маючи на увазі Президента Кеннеді), ти позбуваєшся проблеми. Бекер повідомляє, що Марчелло «чітко зазначав, що він планує влаштувати вбивство Президента Кеннеді.» Інша особа повідомляє, що Марчелло казав, ніби він повинен мати «страховку» щодо замаху, «закручуючи гайки перед початком роботи, як це робиться в Сицилії.» Варто зазначити, що в той самий час Лі Гарві Освальд, колишній морський піхотинець, який втік до Радянського Союзу та проживав там як іноземець до повернення у США, регулярно перебував у Французькому кварталі Нового Орелана, поширюючи при цьому комуністичні матеріали. Багато хто вірить, що Освальд був обраний через свої попередні зв'язки з СРСР, у зв'язку з чим ФБР досить швидко припинили своє розслідування стосовно замаху на Кеннеді, пов'язавши його зі зв'язками Освальда та Радянського Союзу. Це вписувалось в теорію змови. За нею СРСР був пов'язаний зі замахом на президента через зростання військових дій в ході Холодної війни.
Перед вбивством Кеннеді, яке мало місце 22 листопада 1963 року, Джек Рубі зв'язався з Марчелло та іншим лідером мафії, Сантосом Траффіканте, в справі про проблеми робітників, які він мав з Американською ґільдією артистів естради (АҐАЕ). Джек Рубі був відомим компаньйоном «сім'ї» й був менеджером стрип-клубу в Далласі.
Після вбивства Кеннеді Федеральне бюро розслідувань запідозрило Марчелло. Там дійшли висновку, що Марчелло не був замішаний в замахові. З іншого боку, вони заявили, що «не вірять в те, що Карлос Марчелло був значною фігурою в організованій злочинності» й що Марчелло заробляє на життя «як продавець томатів та інвестор в нерухомість.» В результаті своїх розслідувань комісія Воррена дійшла висновку, що не існує прямих зв'язків між Рубі та Марчелло.
1966 року Марчелло було заарештовано в Н'ю-Йоркові після зустрічі з Національною Комісією. Зустріч було зорганізовано у зв'язку з тим, що Марчелло було кинуто виклик босом мафії Тампи Санто Траффіканте-молодшим та Ентоні Кароллою, сином попередника Марчелло на посаді боса Ново-орлеанської мафії. Комісія схилилась на бік Марчелло, але тут в приміщення увірвалась поліція.
Пізніше Марчелло було висунуто звинувачення в співпраці з відомими злочинцями й по тривалій юридичній боротьбі його було врешті засуджено за напад на агента ФБР, якого він вдарив у обличчя після повернення до Луїзіани. Засуджений до двох років ув'язнення, він відсидів менше шістьох місяців й вийшов на волю 12 березня 1971 року.
Роберт Блейкі, головний юрисконсульт та начальник відділу кадрів Будинку Спеціального комітету США з питань тероризму, 1981 року публікує книгу Змова з метою вбити Президента. В цій книзі Блейкі доводить, що існувала таємна змова щодо вбивства Джона Ф. Кеннеді. Він вважає, що Лі Гарві Освальд був залучений, але зазначає, що в Ґрессі Кнолл був лише один стрілець. Існують докази на підтримку факту, що в разі наявності другого стрільця, ним міг бути батько актора «Вуді» Гаррельсона Чарльз Гаррельсон, якого нібито бачили неподалік шосе вдягненого в одного з трьох волоцюг, але він був чисто голений, добре пострижений та з доглянутим волоссям. Батька Гаррельсона пізніше було запідозрено в замахові 1979 року на Федерального суддю Сан-Антоніо на ім'я «Максимум» Джон Вуд (прозваного так за те, що він засуджував наркодилерів до максимального покарання). Його засудили до довічного ув'язнення й він помер у в'язниці 2007 року. Блейкі доходить висновку, що Марчелло разом з босом чиказької мафії Семом Джянканою та босом Тампи, флоридської мафії, Санто Траффіканте-молошим були замішані в підготовці замаху.
14 січня 1992 року статтею в Н'ю-Йорк Пост Марчелло, Джиммі Гоффу та Санто Траффіканте було звинувачено в співучасті у замахові на Президента Джона Ф. Кеннеді. Адвокат Френк Раґано заявив на початкові 1963 року, нібито Гоффа наказував йому передати Траффіканте та Марчелло звістку щодо плану замаху на Кеннеді. Коли відбулася зустріч у Королівському готелі Нового Орлеана, Раґано передав їм: «Ви не повірите, що Гоффа просив мене вам передати. Джиммі хоче, аби ви вбили президента.» Він зазначає, що обидва чоловіки складали враження, ніби вони здатні виконати цей наказ.
В своїй автобіографії «Юрист-злочинець» (написаній в співавторстві з журналістом Селвіном Раабом), Раґано додає, що в липні 1953 року Джиммі Гоффа відісилає його до Нового Орлеана ще раз на зустріч з Марчелло та Санто Траффіканте стосовно плану вбивства Президента Джона Ф. Кеннеді. Коли Кеннеді було вбито, Гоффа вочевидь сказав Раґано: «Я ж тобі казав, що вони це зроблять. Я ніколи не забуду, що Карлос та Санто зробили для мене.» Він також додав: "Це означає, що Боббі більше не Генеральний прокурор". Пізніше Марчелло сказав Раґано: «Коли побачиш Джиммі (Гоффу), передай йому, що він переді мною в боргу, в неоціненному боргу.»
Марчелло було визнано винним за звинуваченнями, пов'язаними з таємницею жала 1981 року. В одній з розмов, перехоплених ФБР, Марчелло скаржиться своєму даллаському підлеглому босові стосовно тих, хто звинувачує його у вбивстві братів Кеннеді. Було почуто серед іншого й таке: «Звичайно ж я маю проблеми з людьми, але потім я через них переступаю.»

Карлос Марчелло помер в одному зі своїх маєтків у Метері, Луїзіана, 3 березня 1993 року як вільна людина. 1989 року його було звільнено після того, як звинувачення у хабарництві було знято. 

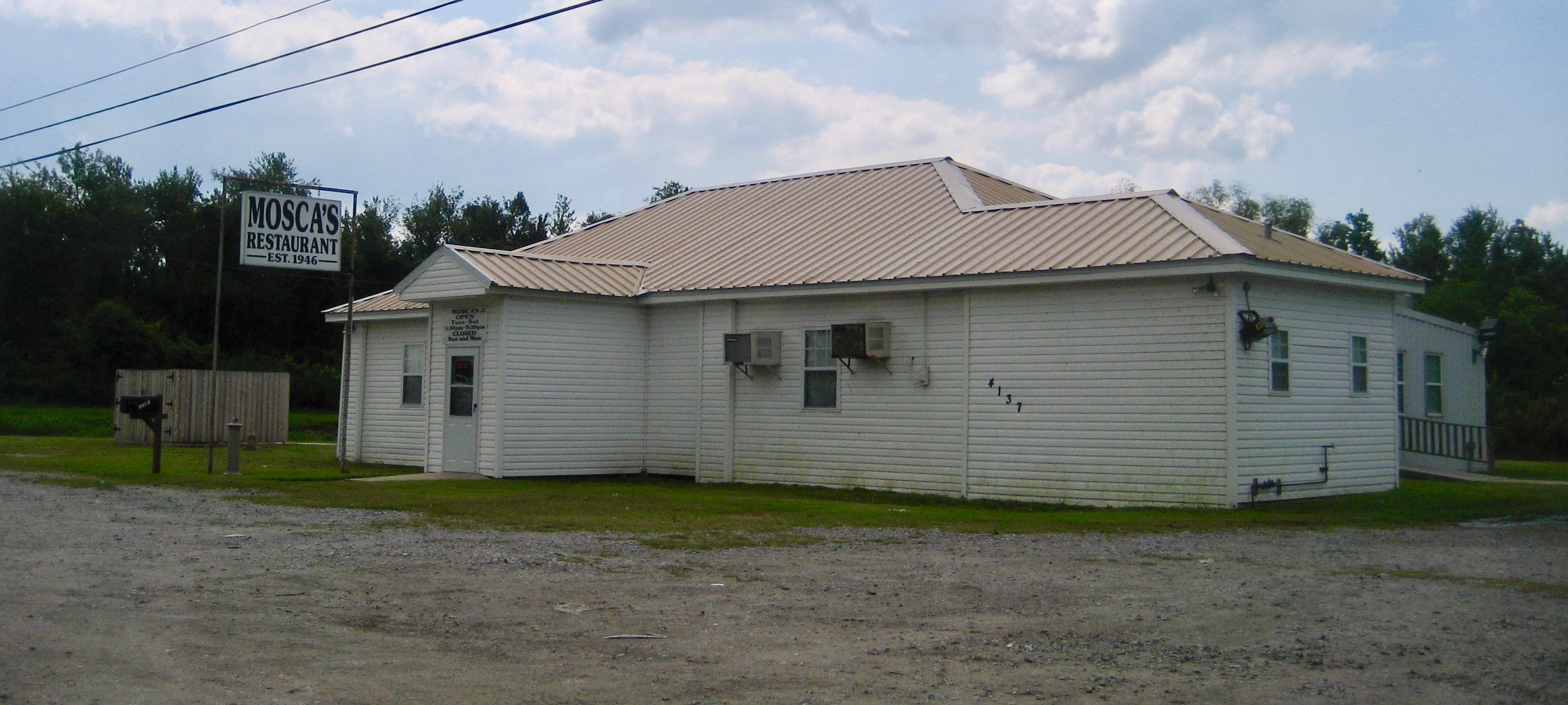
Ресторан Моска

Члени Новоорлеанського синдикату часто проводять зустрічі у відомому ексклюзивному італійському ресторані, Моска, побудованому 1946 року обабіч шосе 90 на захід від Евондейлу в сільській місцевості (на той час) між річкою Міссіссіппі та Новим Орлеаном. Вважається, що Моска був штаб-квартирою Карлоса Марчелло та його численних партнерів. Ресторан й досі працює після відбудови по ураганові Катріна сім'єю Моска. Інший ресторан швидкого харчування на території Фет Сіті Джефферсон Періш було засновано братом Марчелло, Семмі Марчелло, в 1990-их роках. Ресторан Сальваторі досі відомий завдяки своїй кухні п'ятьох зірок.
Сім'я Марчелло та його нащадки досі володіють або контролюють значну кількість нерухомості в Південно-східній Луїзіані. Місцеві часто розказують легенди, натякають на можливість того, що в болота, які належать або колись належали сім'ї Марчелло, скидають трупи й надалі їх поїдають алігатори.

## Історія керівництва

### Боси (офіційні та діючі)
- c. 1865–1869 — Раффаелє Аньєлло — вбитий 1 квітня 1869 року
- 1869-1872 — Джозеф Аньєлло — вбитий в липні 1872 року
- 1872-1879 — Джозеф П. Мачека (1842–1891)
- 1879-1881 — Джузеппе «Вінченцо Рандацо» Еспозіто — ув'язнений, за тим — депортований
- 1881-1891 — Джозеф П. Мачека — вбитий 14 березня 1891 року під час відомого акту лінчування
- 1891-1922 — Чарльз Матранґа — відправлений у відставку, помер 28 жовтня 1943 року
- 1922-1944 — Коррадо Джякона — помер 25 липня 1944 року
  - Діючий 1922–1944—Сільвестро «Срібний Долар Сем» Королло
- 1944— Френк Тодаро — був підлеглим босом Джянкона, помер 29 листопада 1944 року від ускладнень раку горла
- 1944-1947 — Сільвестро «Срібний Долар Сем» Королло — депортований
- 1947-1990 — Калоґеро «Карлос Малюк Марчелло» Мінакоре — ув'язнений протягом 1983–1991
  - Діючий 1983-1990 — Джозеф Марчелло-молоший
- 1990-2007 — Ентоні Каролло[1] — помер

### Підлеглі боси
- 1944-1953 — Джозеф Поретто — пішов у відставку
- 1953-1990 — Джозеф Марчелло-молоший — пішов у відставку, став радником
- 1990-2006 — Френк «Жирний Френк» Ґальяно — помер